# 科迦寺
科迦寺，藏语称“科迦贡巴”（藏語：འཁོར་ཞགས་དགོན་པ，威利转写：’khor zhags dgon pa），位于西藏自治区阿里地区普兰县普兰镇科迦村，是一座藏传佛教萨迦派寺院。

## 简介
科迦寺位于阿里地区普兰县东南约100公里的科迦村孙雀河边。科迦寺地处喜马拉雅山南坡，气候温和。此处靠近尼泊尔、印度，是自尼泊尔进入普兰县的必经之路，常有许多来自尼泊尔、印度等地的游客赤脚、提着小铁筒从这里经过。科迦寺在阿里地区十分知名。该寺每年受到阿里地区、尼泊尔、印度等地信众的朝拜。
科迦寺的寺名“科迦”在藏语中意为“定居”。传说过去噶尔一带的居民擅长铸造佛像，一天，居民们以马车运送一尊观音像，行至孔雀河边，马车遭石头卡住，无法前行，于是人们便在停车之处兴建了一座寺院，取名“科迦寺”。实际上该寺是996年由大译师仁钦桑布创建。建寺之初属噶当派，后来改属萨迦派至今。到21世纪初，该寺已改宗萨迦派约500年。
科迦寺所在的科迦村（又译科加村）以该寺为中心兴建，平面呈东西向布局。根据记载，先有科迦寺，后有科迦村，科迦村因科迦寺而得名。
科迦寺的规模很小。寺内供奉的文殊菩萨曾受到高僧仁钦桑布加持。寺内还有两尊佛像是“萨迦玛波南木霓”，一尊是萨迦班智达，另一尊是卓贡曲嘉帕巴（八思巴）。
科迦寺最大的宗教节日是藏历每年一月十二日举行的建寺庆祝活动。届时，表演者会头戴各种面具，身穿宽袍大袖的服装，跳宗教舞蹈。每年藏历六月，科迦寺都会举办传统的佛事活动，期间会展示寺内收藏的历代唐卡，一年仅展出这一次。2013年藏历六月，该寺在寺内的“扎西孜巴拉康”前面悬挂展示具有1000多年历史的众多唐卡，为萨迦派文物，下方一排为“孜杰唐卡”，称“孜杰巴桑赤兴”，这些绸缎均为汉地皇帝供给科迦寺的。

## 寺院结构
寺内有释迦殿（觉康）和百柱殿（嘎加拉康）。释迦殿是僧众聚集颂经的场所，由廊院、门廊和殿身三部分组成。百柱殿是由多座殿堂和生活用房组合而成的复合建筑。